# Pavel Bergner
Pavel (Paul) Bergner (9. března 1869 Vídeň – 13. dubna 1919 Praha) byl restaurátor, historik umění a kurátor.

## Život a dílo
Narodil se ve Vídni jako nemanželský syn Ludoviky Bergerové.
Studoval soukromě restaurátorství na Akademii výtvarných umění ve Vídni. Podnikl studijní cesty po Německu a Itálii a v letech 1893-1897 byl asistentem A. Schaeffera, ředitele císařské obrazárny ve Vídni. Restaurátorskou praxi získal v Restaurátorském institutu.
V letech 1897–1918 byl inspektorem a zároveň restaurátorem Obrazárny Společnosti vlasteneckých přátel umění v Praze. Byl znalcem malířství 17. a 18. století a zabýval se historií šlechtických obrazáren. Restauroval také řadu obrazů v soukromých sbírkách. Od roku 1903 byl korespondentem Centrální komise pro ochranu památek ve Vídni.

### Rodinný život
Dne 28. 9. 1899 se ve Vídni oženil s Marií Tadlerovou (*1877). Manželé Berglerovi měli dceru Martu (*1891)  a syna Paula Berger–Bergnera (10. února 1904 Praha – 18. července 1978 Mannheim), který se stal malířem.

### Publikace
- Bergner Paul, Verzeichnis der Gräflich Nostitzschen Gemälde-Galerie zu Prag, Bellmann Prag 1905
- Bergner Pavel, Inventář bývalé obrazárny hrabat Černínů na Hradčanech, Časopis společnosti přátel starožitností českých v Praze, ročník XV, 1907, str. 130
- Bergner Pavel, Herain Jan, Karel Škréta (1610-1674), Příspěvek k ocenění jeho díla, Časopis společnosti přátel starožitností českých v Praze, ročník XVIII, 1910
- Bergner Pavel, Kuchynka Rudolf, Seznam výstavy děl Karla Škréty pořádané Krasoumnou jednotou pro Čechy a Kroužkem přátel umění malířského, katalog, Praha 1910.
- Bergner Pavel, Katalog obrazárny v Domě umělců Rudolfinum, Praha 1912 (též něm.)
- Bergner Paul (ed.): Franz Josef Adam Johann Sternberg-Manderscheid, Beiträge und Berichtigungen zu Dlabacž, Lexikon böhmischer Künstler, K. André'schen Buchhandlung Max Berwald, Prag 1913
- Bergner Pavel, J. Opitz, Katalog der Sammlung Max Haase-Wranau, Prag 1922